# Fawcett Publications
Fawcett Publications est une maison d'édition américaine créée en 1919 par Wilford Hamilton "Captain Billy" Fawcett (1885-1940). À partir de 1940, sa filiale Fawcett Comics publie des comics, dont les aventures de Captain Marvel. La société cesse ses activités en 1953. Depuis les années 1970, les droits appartiennent à DC Comics.

## Histoire
En 1919, Wilford H. Fawcett lance un magazine intitulé  Captain Billy's Whiz Bang dans lequel se trouvent surtout des dessins humoristiques et des blagues. La réussite aidant, il est rapidement à la tête d'une société d'édition la Fawcett Publications qui publie de nombreux ouvrages. Comme ce type de publication est à la mode, Fawcett décide de publier des comics mais il meurt en février 1940, alors que sort ce même mois le premier comics de l'éditeur Whizz Comics. Les fils Fawcett reprennent alors la société et poursuivent dans cette voie. Le premier Whizz Comics porte le numéro 2 car il suit un essai intitulé Flash Comics ou Thrills Comics. Cependant ces deux titres étaient déjà pris par d'autres éditeurs tout comme le nom de Thunder Comics envisagé un temps car le personnage principal était Captain Thunder. Finalement, Whizz qui rappelait le premier magazine publié par Wilford H. Fawcett est choisi et Captain Thunder est rebaptisé Captain Marvel.
En 1970, Perfect Film and Chemical Corporation revend l'éditeur Popular Library à Fawcett Publications.

## Publication
- True Confessions (magazine)
- Whiz Comics
- Gold Medal Books
- Crest Books
- Captain Billy's Whiz Bang
- Wow Comics
- Master Comics
- Hopalong Cassidy
- Don Winslow of the Navy (comics)
- Bulletman

## Personnages apparus
- Bulletman & Bulletgirl (James Barr & Susan Kent-Barr)
- Captain Marvel (William Batson)
- Captain Marvel Jr.
- Dan Dare
- Golden Arrow
- Mary Marvel
- Minute-Man
- Mister Atom
- Mister Mind and the Monster Society of Evil
- Spy Smasher
- Ibis the Invincible
- Phantom Eagle
- Pinky the Whiz Kid
- Lance O'Casey
- Scoop Smith
- King Kull
- Hoppy the Marvel Bunny
- Fawcett City (ville de fiction)
- The Lieutenant Marvels

## Collaborateurs
- Bill Parker
- Bill Ward (1919 - 1998)
- C. C. Beck
- Norman Saunders
- Mac Raboy
- Jon Smalle
- Herb Trimpe
- Jack Kirby
- Joe Simon
- France Herron
- Greg Duncan
- Otto Binder
- Alvin Schwartz
- Marc Swayze
- Pete Costanza (1913–1984)
- John Rosenberger (1918 – 1977)
- Kurt Schaffenberger (1920 – 2002)
- Jack Sparling (1916-1997)
- Chic Stone (1923-2000)
- Bruce Minney (1928-2013)